# Bela (Pirot)
Pour les articles homonymes, voir Bela.
Bela (en serbe cyrillique : Бела) est un village de Serbie situé dans la municipalité de Pirot, district de Pirot. Au recensement de 2011, il comptait 23 habitants.

## Démographie
| 1948 | 1953 | 1961 | 1971 | 1981 | 1991 | 2002 | 2011 |
| ---- | ---- | ---- | ---- | ---- | ---- | ---- | ---- |
| 256  | 233  | 206  | 165  | 120  | 41   | 37   | 23   |

|  |